# Environnement au Bangladesh
L'environnement au Bangladesh est l'environnement (ensemble des éléments - biotiques ou abiotiques - qui entourent un individu ou une espèce et dont certains contribuent directement à subvenir à ses besoins) du pays Bangladesh, pays d'Asie.
Le Bangladesh est le 9e pays le plus peuplé au monde, avec plus de 160 millions d'habitants. La population exerce de ce fait une pression importante sur les milieux et les ressources, avec une pression par habitant qui reste faible en comparaison d'autres pays plus développés. Le pays est fortement atteint par la pollution de l'air. La capitale, de plus de 20 millions d’habitants, est l'une des villes les plus densément peuplées au monde. 
Le pays est soumis à des risques importants : cyclones, inondations... Ces risques étant accentués par le dérèglement climatique au XXIe siècle. En raison du réchauffement climatique, le Bangladesh pourrait perdre 20 % de son territoire sous l'effet de la montée des eaux. En 2050, les « réfugiés climatiques » pourraient être 50 millions dans le pays.

## La biodiversité du Bangladesh

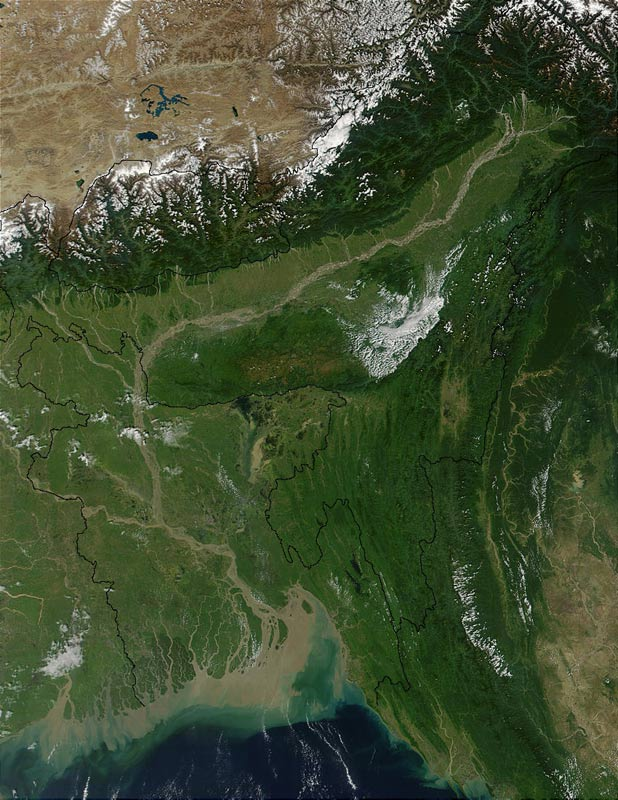
Le Bangladesh et la basse vallée du Brahmapoutre.

le Bangladesh a un climat de type tropical avec un hiver doux d'octobre à mars, un été chaud et humide de mars à juin, et des moussons de juin à octobre.
Le sol est occupé à x % par la forêt.
La plus grande mangrove du monde s'appelle les Sundarbans. On y trouve crocodiles, tigres, serpents, abeilles géantes...
Connu pour la richesse de ses écosystèmes, de sa faune et de sa flore, le Parc National des Sundarbans est aujourd'hui classé au patrimoine de l'humanité de l'UNESCO.
Le bécasseau spatule, qui hiverne au Bangladesh et en Birmanie, est un oiseau fortement menacé d'extinction. La chasse sur l'île de Sonadia est un des facteurs de menace.
Le crocodile des marais, disparu, a été observé en 2021 sur le Gange.

## Impacts sur les milieux naturels
Le Bangladesh est le 9e pays le plus peuplé au monde, avec 160 339 154 habitants en 2016. La population exerce de ce fait une pression importante sur les milieux et les ressources, avec une pression par habitant qui reste faible en comparaison d'autres pays plus développés.

### Activités humaines

#### Agriculture

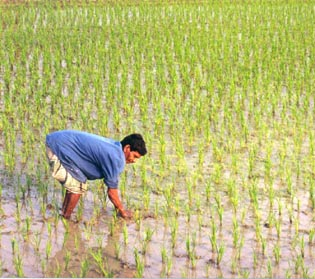
Agriculteur dans une rizière

Le pays produit du riz (récolté jusqu'à 3 fois par an), du blé, du jute, de la mangue, ainsi que du thé dans le nord-est.
Le développement d'un système d'irrigation a conduit au développement de cultures de maïs.
La consommation d'insecticides était importante dans les années 2000, et les OGM en développement.
En 2012, 13 enfants meurent dans le district de Dinajpur du syndrome d’encéphalites aiguës. Dans le même district, d’autres cas d’encéphalites aiguës ont eu lieu en 2015. Les chercheurs concluent à la responsabilité d'un cocktail chimique de pesticides, utilisés dans les vergers proches (cypermethrin, de l’endosulfan, de l’alpha-cypermethrin et du lambda-cyhalothrin).

#### Exploitation forestière
En 1947, il n'y avait que de 4 000 à 4 800 ha de plantations forestières, composées surtout de teck ; en 1982, 160 000 ha avaient été reboisés. En 1985, environ la forêt représentait environ 17 % de l'occupation des sols du pays. À cette date, les forêts sont exploitées avant tout comme combustible.

#### Transports
La première ligne de métro du Bangladesh a été mise en service le 28 décembre 2022 dans la capitale, Dacca.
Au début des années 2020, La capitale, de plus de 20 millions d’habitants, connait des embouteillages monstres. C'est en effet l’une des villes les plus densément peuplée au monde.

### Pollutions

#### La pollution de l'air
Le Bangladesh, comme tous les pays de l'Asie du Sud, est fortement atteint par la pollution de l'air. Si la pollution de l’air était ramenée à des niveaux inférieurs à ceux recommandés par l’Organisation mondiale de la santé, l’espérance de vie au Bangladesh augmenterait de près de 15 mois.

#### La gestion des déchets
Le chantier de démantèlement de bateaux dans le port de Chittagong emploie plus de 200 000 personnes. En l'absence de réglementation suffisante en matière de santé et de sécurité, les travailleurs qui démantèlent les produits usagés pour en récupérer les matériaux, pour 1,5 dollar par jour, courent le risque de s'empoisonner ou de se blesser. En moyenne, un travailleur meurt chaque semaine. Les carcasses désossées couvrent un périmètre de plus de 13 km.

### Impacts de l'urbanisation

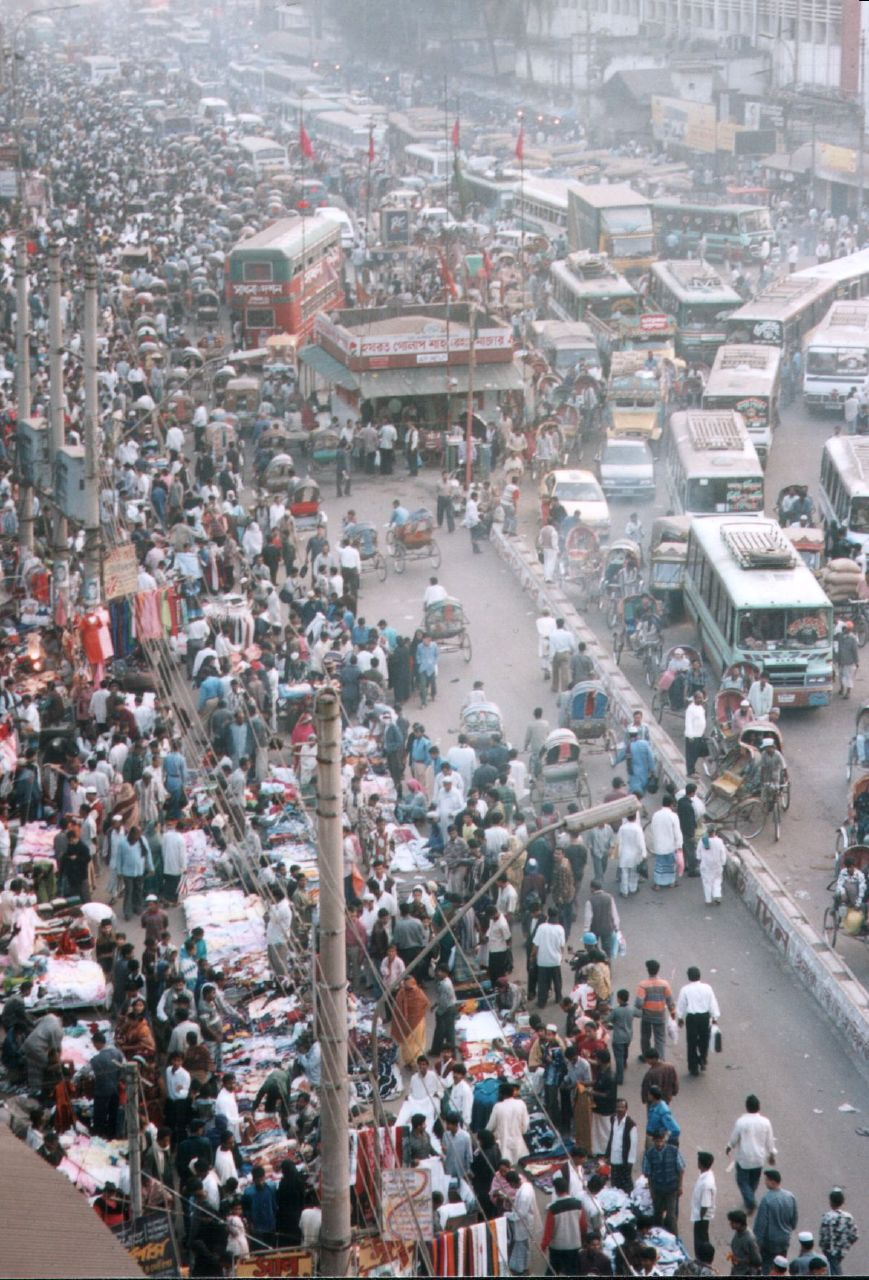
Dhaka est une mégapole avec une population d'environ 15 millions d'habitants

Le Bangladesh perd 8 000 hectares de terres agricoles chaque année (sur 13 millions d'hectares originaux de terres arables), et ce à cause de l'urbanisation, de l'industrialisation, ainsi que du logement rural et de la construction non planifié d'infrastructures.

## L'exposition aux risques
Les catastrophes naturelles, telles que les inondations, les cyclones tropicaux, les tornades, et les raz de marée touchent le pays pratiquement tous les ans. Le phénomène d'inondation est accentué par la déforestation des pentes de l'Himalaya, par la forme en entonnoir du golfe du Bengale, par le relief de plaine du pays, par l'hydrographie du pays (plus de 90 % du pays est occupé par un delta) et par le réchauffement climatique. À cela s'ajoutent les effets de la déforestation, la dégradation des sols et l'érosion,. La majorité du pays est soumise à un équilibre précaire entre la submersion marine (augmentation du niveau de la mer et perte de terres) et l'apport de sédiments depuis l'Himalaya.
En 1970, le cyclone de Bhola fait 500 000 morts. 
En mai 1985, sur le seul îlot vaseux d'Urir Char, quatre mille des cinq mille habitants ont été tués par un violent raz de marée.
En 1991, un cyclone a tué plus de 135 000 personnes.
En 1998 le Bangladesh a connu de graves inondations. Mille personnes sont mortes et 30 millions se sont retrouvées sans abri, 130 000 animaux d'élevage sont morts, 50 km2 de terre furent détruits et 11 000 km de routes sévèrement endommagées ou complètement détruites. 66 % du pays était sous l'eau. L'inondation fut particulièrement dévastatrice cette année-là à cause des moussons particulièrement intenses et d'un dégel particulièrement abondant dans l'Himalaya.
Le 15 novembre 2007, le cyclone Sidr a provoqué la mort de 3 300 personnes et 1,5 milliard de dollars de dégâts.
En raison du réchauffement climatique, le Bangladesh pourrait perdre 20 % de son territoire sous l'effet de la montée des eaux. En 2050, les « réfugiés climatiques » pourraient être 50 millions dans le pays.

## Politique environnementale au Bangladesh

### Énergies renouvelables
En 2017, 3 millions de systèmes photovoltaïques ont été installés en zone rurale depuis 2003, et 3 millions de plus étaient attendus dans l'année, avec l'aide de la banque mondiale. 65 % de la population a accès à l'électricité, et l'utilisation de lampes à kérosène polluantes diminue.

### Évaluation environnementale globale

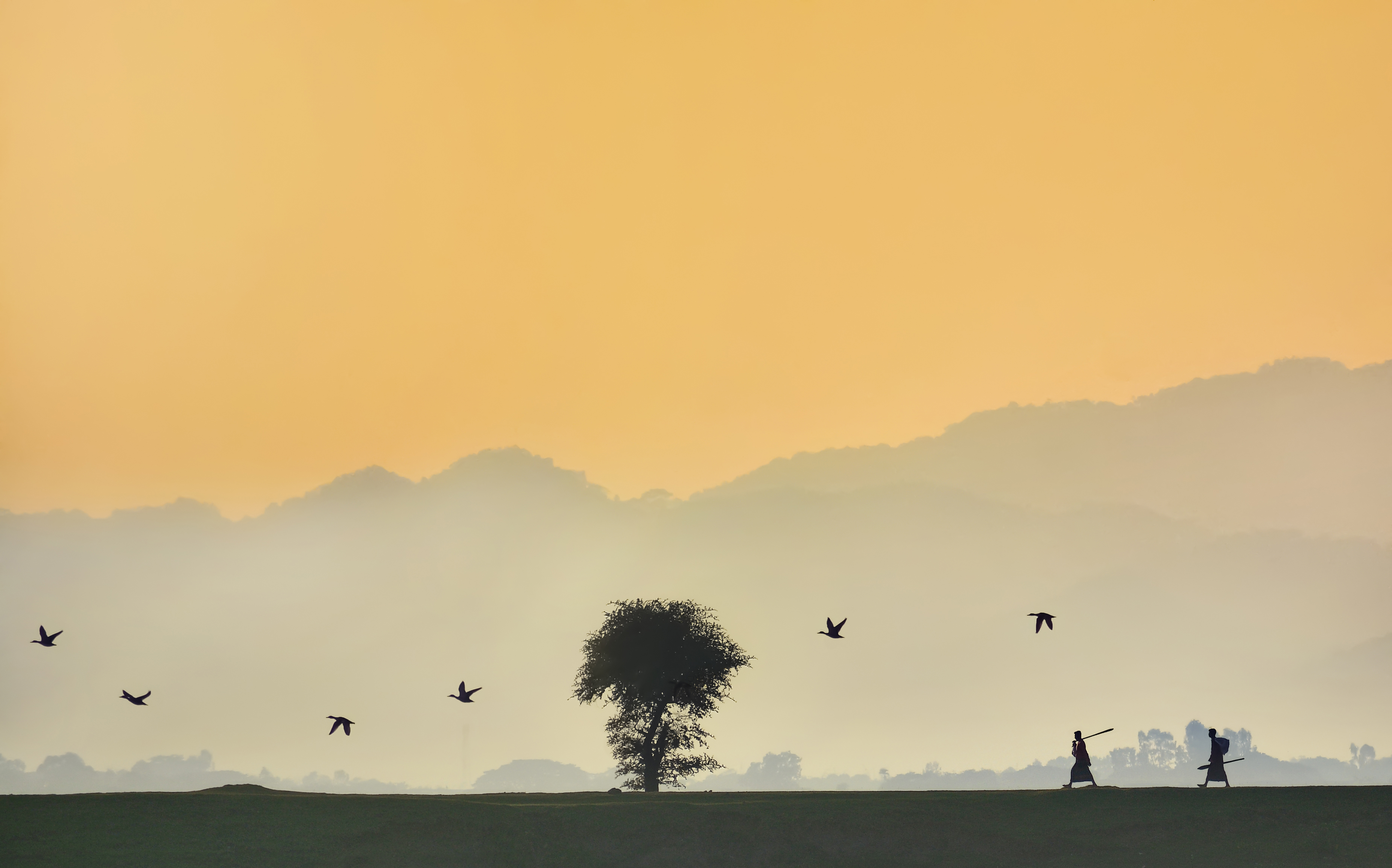
টাঙ্গুয়ার হাওর, Zone humide d'importance nationale dans l'environnement au Bangladesh. Novembre 2017.

En 2015, l'organisation Global Footprint Network (GFN) indique que le Bangladesh a un déficit en biocapacité. Les réserves agricoles et en bois sont quasi nulles, et le bilan carbone est négatif avec une empreinte carbone plus de trois fois supérieur à la capacité forestière d'abosrption.
Le Bangladesh, avec Le Pakistan, Haïti, le Timor oriental et l’Erythrée, possède l’empreinte écologique la plus faible au monde ramenée par habitant, avec environ 0,6 hag (hectare globaux) par habitant.